# Sièges réservés (Jordanie)
En Jordanie, les sièges réservés sont des postes de parlementaires distribués aux différentes communautés minoritaires. En effet, cet État post-ottomans a hérité du système de millet, c'est-à-dire que les communautés religieuses minoritaires reconnues, en l'occurrence les chrétiens de divers rites, bénéficient depuis la Loi organique (constitution) de 1928 d'une autonomie juridique pour les matières relevant du statut personnel (essentiellement mariage, divorce, héritage), de la liberté de disposer d'écoles distinctes, mais aussi d'une représentation distincte en tant que tels à l'Assemblée nationale.

## Parlement national
Toutefois, la Jordanie se singularise vis-à-vis de son modèle ottoman ou du Liban et de l'Autorité palestinienne en accordant également des sièges réservés au parlement à d'autres minorités, non religieuses, les Circassiens (non-Arabes majoritairement musulmans) et les Bédouins (musulmans arabes).
Ces trois minorités religieuse, ethnique et sociale se sont donc, dès l'instauration d'une assemblée législative transjordanienne, vu attribuer une nette surreprésentation parlementaire par rapport à leur poids démographique réel, ce qui correspondait à la volonté de la monarchie hachémite de se constituer un socle d'alliés fidèles au sein de la société jordanienne face, par exemple, à des nationalistes arabes, à une époque favorables à l'absorption du royaume au sein d'une république arabe unitaire: en avril 1963 par exemple, 32 députés sur 58 votèrent en faveur d'une union avec l'Égypte, la Syrie et l'Irak.
- La première Assemblée législative (non élue) de Transjordanie fut mise en place en avril 1923 (à l'époque Aqaba faisait encore partie du Hedjaz, elle ne fut annexée qu'en mars 1924)
- Dès les premières élections, le 2 avril 1929, le "Conseil législatif" élu pour trois ans comptait 3 sièges réservés aux chrétiens et 2 aux Circassiens sur 16 élus. La Loi électorale d'août 1928 prévoyait un député pour 27 000 électeurs non minoritaires mais un pour 5 000 Circassiens. La participation électorale fut tellement faible (3 %) que la représentativité de cette assemblée était quasi nulle. De nouvelles élections eurent lieu en 1931, octobre 1934 et juin 1942.
- En 1946, le « Conseil de la Communauté » comptait 4 sièges réservés aux chrétiens, 2 aux Circassiens  et 2 aux Bédouins sur les 20 élus (10 autres membres étant des notables nommés par le roi).
- Une nouvelle loi électorale fut adoptée en avril 1947 et de nouvelles élections eurent lieu le 20 octobre 1947 pour la première Assemblée nationale de ce qui était désormais le Royaume de Jordanie, succédant à l'Émirat de Transjordanie.
- En 1965, la Chambre des représentants comptait 9 sièges réservés aux chrétiens sur 60, ce qui représentait 15 % des sièges alors que la proportion des chrétiens dans la population était estimée à 6,5 % au maximum. Il fallait donc 12 222 pour un siège chrétien et 36 800 pour un siège non minoritaire.
- En 1980, sur les 60 sièges (30 pour la Cisjordanie, 30 pour la Transjordanie) au Parlement jordanien, 10 étaient réservés aux chrétiens. De ce fait, la représentation des chrétiens est deux fois supérieure à leur poids démographique réel.
- "En 1996, à Jérash, le candidat chrétien fut élu avec 2,6 % des voix, soit 885 suffrages, passant devant 11 candidats musulmans mieux pourvus en voix. Trois circonscriptions de deux sièges sont réservées à un électorat et des candidats strictement bédouins (recensés par section et même sous-section d’une même tribu), soit au total 6 sièges sur 80, pour 200 000 électeurs potentiels." (extrait de Michel Bussi, Faire voter les kilomètres carrés ?, 2003)
- La loi électorale de juillet 2001 a porté le nombre de députés élus de 80 à 104, parmi lesquels 9 chrétiens, 2 Circassiens, 1 Tchétchène et 6 Bédouins, plus un quota de 6 sièges réservés aux femmes. Aux élections de juin 2003, aucune femme n'ayant été élue, une commission spéciale a dû déterminer, d'après les résultats des 54 candidates non élues, lesquelles rempliraient le quota.

## Municipalités
Au niveau des conseils municipaux, le système de sièges réservés pour les chrétiens fut également en vigueur jusqu'à son abolition par la Loi sur les municipalités en 1955. Comme cela avait abouti à une forte diminution des élus chrétiens à Jérusalem, la loi fut amendée en 1960 pour en exclure Jérusalem, où la moitié des membres du conseil municipal était désormais  élue et l'autre  nommée par le gouvernement sur proposition du ministre de l'Intérieur, ce qui permit de nommer deux élus chrétiens en 1963.
Le système était déjà en vigueur à Jérusalem depuis 1920, avec des répartitions variables:
- 1920: 4 Arabes et 2 Juifs, maire musulman.
- 1927: 5 musulmans 3 chrétiens, 4 Juifs.
- 1934: 4 musulmans, 2 chrétiens, 6 Juifs.
- 1944: premier maire juif, les 6 conseillers arabes démissionnent.
- 1945: conseil municipal remplacé par 6 Britanniques.
- 1946: la ville est divisée par les Britanniques en secteur arabe et secteur juif, 35 000 Arabes sont déplacés.
- 1948 (secteur transjordanien): conseil nommé de 8 musulmans et 4 chrétiens.
- 1951 (secteur jordanien): conseil élu de 8 musulmans, 2 Melkites orthodoxes, 1 Melkite catholique et 1 représentant des autres chrétiens.

## Gouvernement
Autre singularité, ce pays arabe a eu à plusieurs reprises un premier ministre circassien, donc non-arabe, Saïd Al-Mufti. Le premier Circassien à avoir occupé un poste ministériel en Transjordanie fut Omar Hikmat, ministre de la Justice.
De 1947 à 1965, il y a quasiment toujours eu au moins un membre du gouvernement issu de la minorité circassienne (dans 26 gouvernements sur 33), et au moins deux chrétiens (dans 32 sur 33).